# Enciclopedia catolică
Enciclopedia catolică, cunoscută astăzi ca Vechea enciclopedie catolică (titlul complet: "Catholic encyclopedia: An international work of reference on the constitution, doctrine, discipline and history of the Catholic Church"), este o enciclopedie în limba engleză publicată în Statele Unite ale Americii. Primul volum a apărut în martie 1907, cuprinsul în 1914 și adaosurile în 1922. Acesta a fost proiectată pentru a oferi cititorilor informații complete și autoritare asupra întregului ciclu de interese catolice, acțiuni și doctrine. A fost tipărită de editura firmei "Robert Appleton" (RAC) din statul New York, având aprobarea lui John Murphy Farley, arhiepiscop romano-catolic de New York, la 1908.
"Noua Enciclopedie catolică", sub forma celei de-a doua ediții, a apărut la 2002, prin editura "Gale" din statul american Michigan.   